# 401-я бронетанковая бригада «Иквот ха-Барзель»
401-я бронетанковая бригада «Икво́т ха-Барзе́ль» (ивр. חטיבה 401‎) — бригада бронетанковых войск Израиля в составе 162-й дивизии Армии обороны Израиля. Командир бригады, полковник Ихсан Дакса, погиб в ходе боёв в секторе Газа 20 октября 2024 года, и его должность исполняет полковник Меир Бидерман.

## История
Бригада «Иквот ха-Барзель» была создана в 1968 году. Принимала участие во многих войнах и сражениях, комплектуется самыми новыми танками Меркава Mk.4.

## Структура
- 9-й танковый батальон «Eshet»
- 46-й танковый батальон «Shelah»
- 52-й танковый батальон «Ha-Bok’im»
- 601-й отдельный инженерный батальон «Asaf»
- 785-я разведывательная рота «palsar 401»

## Галерея

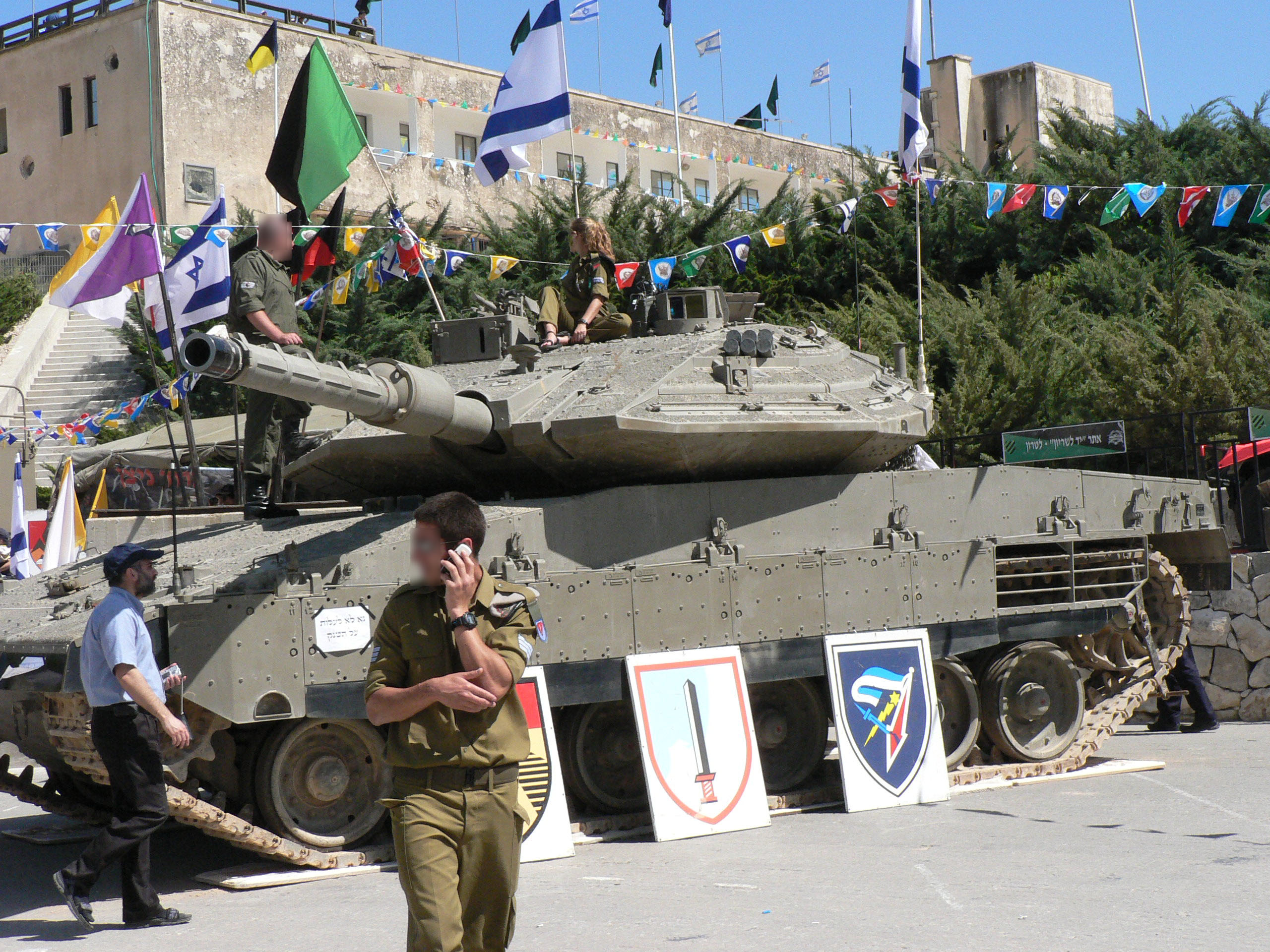
Меркава Mk.4.
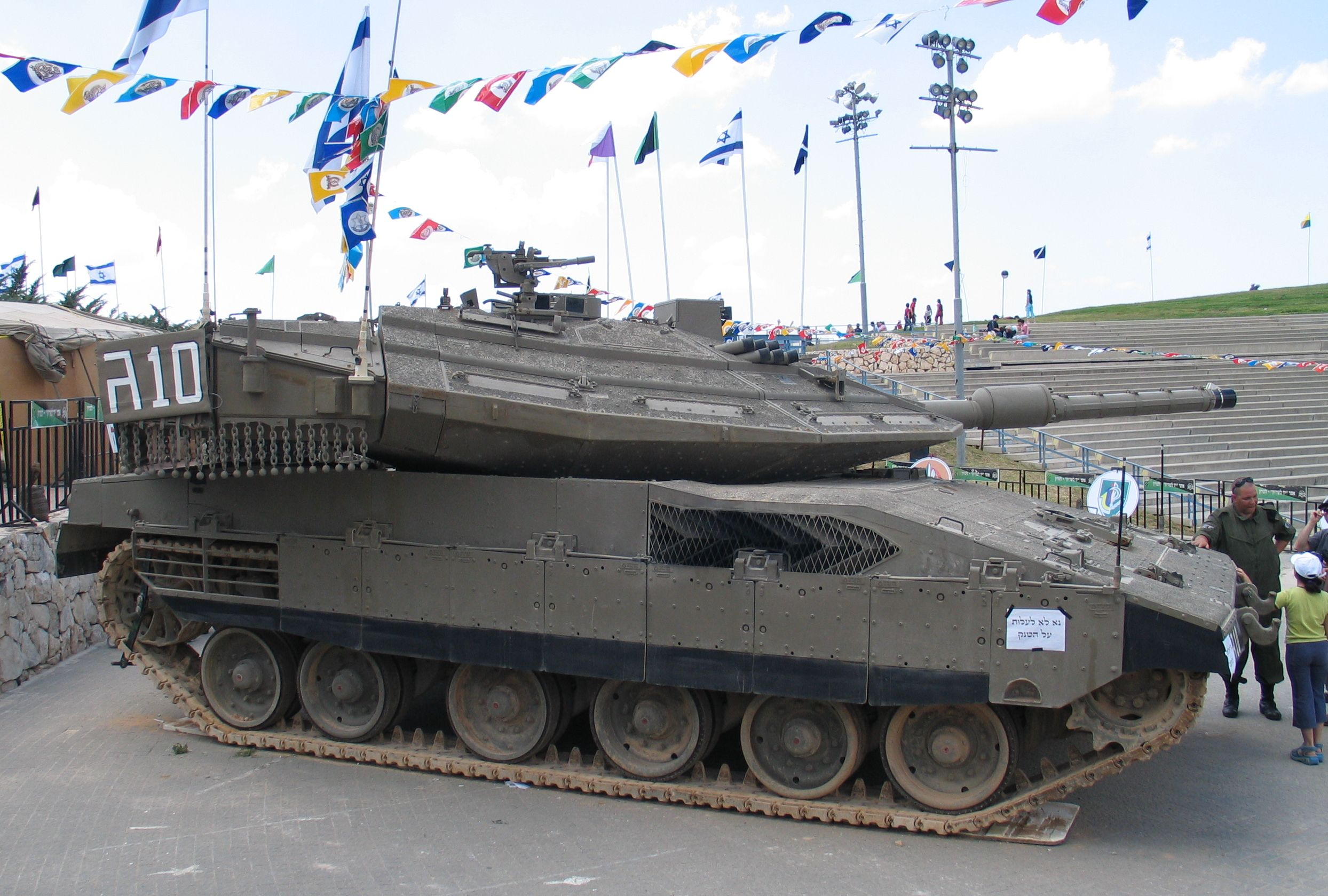
Меркава Mk.4.